# Розмарицин Опанас Прокопович
Опанас Прокопович Розмари́цин (рос. Афанасий Прокопиевич Размарицын; нар. 1844 — пом. 1917, Одеса) — російський живописець; дійсний член Петербурзької академії мистецтв з 1910 року.

## Біографія
Народився в 1844 році. З 1866 року жив в Одесі. Навчався в Одеській малювальній школі Товариства заохочення витончених мистецтв. З 1874 по 1877 рік навчався в Дюссельдорфській академії мистецтв. 1890 року — член-засновник Товариства південноросійських художників в Одесі. Член Товариства пересувних художніх виставок з 1903 року.
Помер в Одесі у 1917 році. Похований в Одесі на Першому Християнському цвинтарі.

## Твори
- «Панахида» (1883, Третьяковська галерея);
- «За картковою грою» (1880-ті, Ростовський обласний музей образотворчих мистецтв);
- «Відставний солдат» (1885, Пензенська обласна картинна галерея імені К. А. Савицького);
- «Музикант-любитель на світанку» (1890);
- «Старосвітські поміщики у святковий день» (1897);
- «Відвідини» (1899);
- «Мисливці» (1900-ті)
- «Зимовий пейзаж» (1904);
- «Поет на світанку» (1909, Одеський художній музей);
- «Біля нижнього земського суду» (1913, Національний художній музей Білорусі).